# HiROS
HiROS (High Resolution Optical Ssytem) es un sistema de observación infrarrojo por satélite. El proyecto fue desarrollado por el Deutsches Zentrum für Luft- und Raumfahrt. Es un sistema de uso dual militar y civil. Según WikiLeaks los servicios secretos americanos utilizarían la información procedente de los satélites del sistema HiROS.
El sistema está compuesto por 3 satélites cada uno de una masa de 820Kg. La camera de 190kg tendrán una resolución en modo pancromática de hasta 0,5 metros y en modo multiespectral de 2 m.